# Означаемое
Означа́емое (обознача́емое) — содержательная сторона языкового знака, сочетающаяся в нём с означающим (иначе называемым выражением). Термин используется при подходе к знаку со стороны значения.
Информация, составляющая означаемое, многослойна: она включает не только сведения о внешнем мире, но и различные аспекты речевого акта. Так, в значении лексемы могут быть выделены денотативный, сигнификативный, прагматический и синтаксический компоненты.
Обобщённо отражая предметы, явления и ситуации действительности в сознании человека, означаемое нарицательных слов фиксирует результат абстрагирующей деятельности мышления. Однако в языке означаемыми могут выступать не только элементы внеязыкового опыта, кодируемые языковыми знаками, но и отношения знаков друг с другом, в том числе синтаксическая функция слова в предложении. Так, в русском языке означаемым окончаний прилагательных является совокупность согласовательных элементов, сигнализирующих о синтаксической связи данного прилагательного с определяемым существительным.

## История термина
Понятие означаемого (др.-греч. sēmainòmenon) вводится в учении стоиков, где оно противопоставляется понятию означающего (др.-греч. sēmainôn), а знак образуется отношением этих двух элементов — «понимаемого» и «воспринимаемого». Аврелий Августин использовал латинские переводы терминов: signatum и signans соответственно.
Термин «означаемое» (фр. signifié) введён Ф. де Соссюром наряду с термином «означающее» (фр. signifiant). В концепции Соссюра означаемое и означающее неразрывно связаны; всякое означаемое является таковым лишь по отношению к соответствующему означающему, хотя то же самое сообщение может быть передано с помощью иных сигналов (синонимия, в том числе частичная), а тот же сигнал способен передавать различные сообщения в различных условиях (полисемия).
Дальнейшее развитие понятий означаемого и означающего происходило при участии Ш. Балли, Л. Ельмслева, Р. О. Якобсона, С. О. Карцевского, Э. Бенвениста.